# 豊橋祇園祭

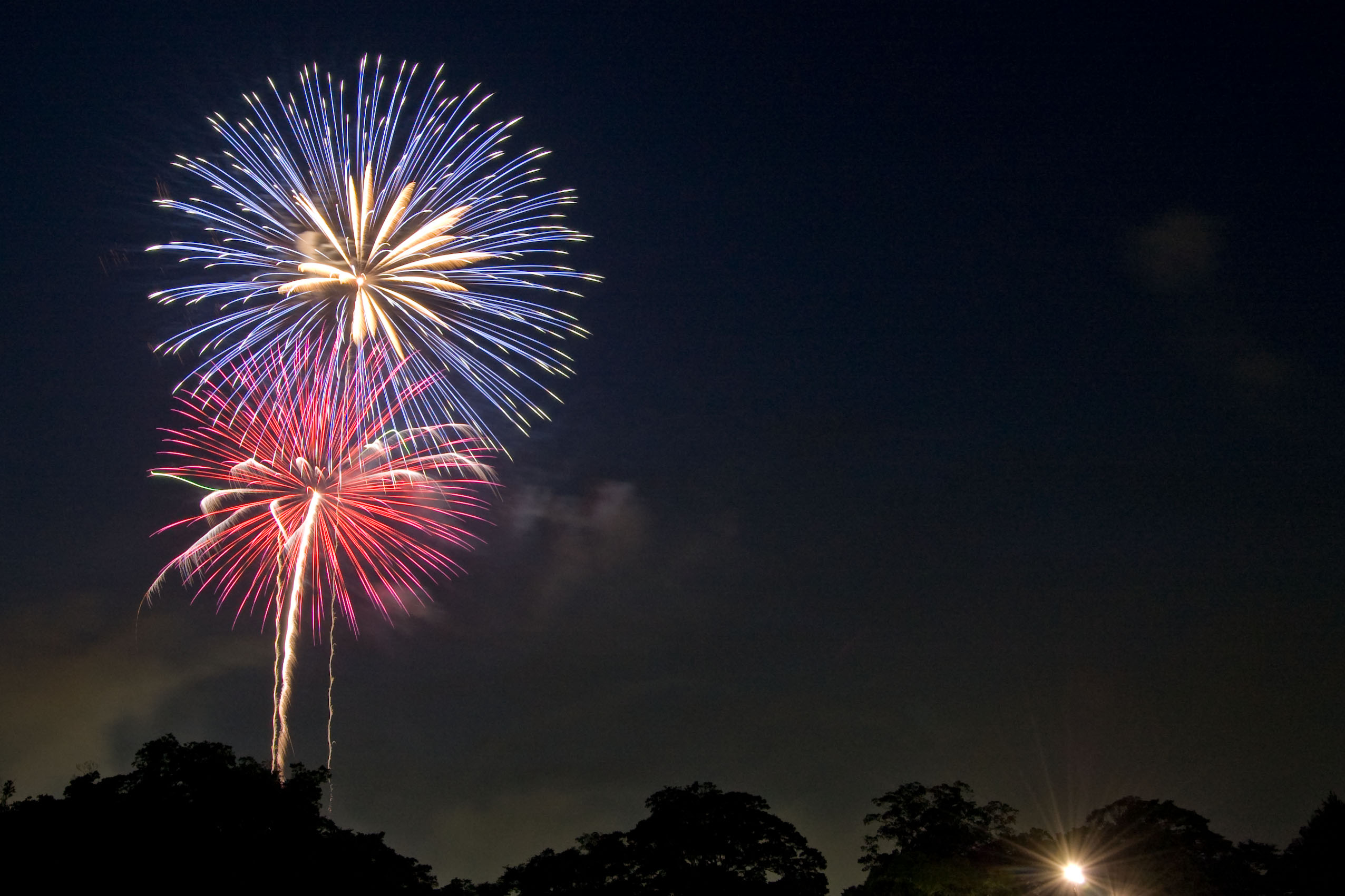
豊橋祇園祭・打ち上げ花火

豊橋祇園祭（とよはしぎおんまつり）は、豊橋市関屋町の吉田神社で毎年7月中旬に行われる祭事である。
神輿渡御を本祭とする。前々夜の手筒花火、前夜の打ち上げ花火も有名である。

## 由来・歴史

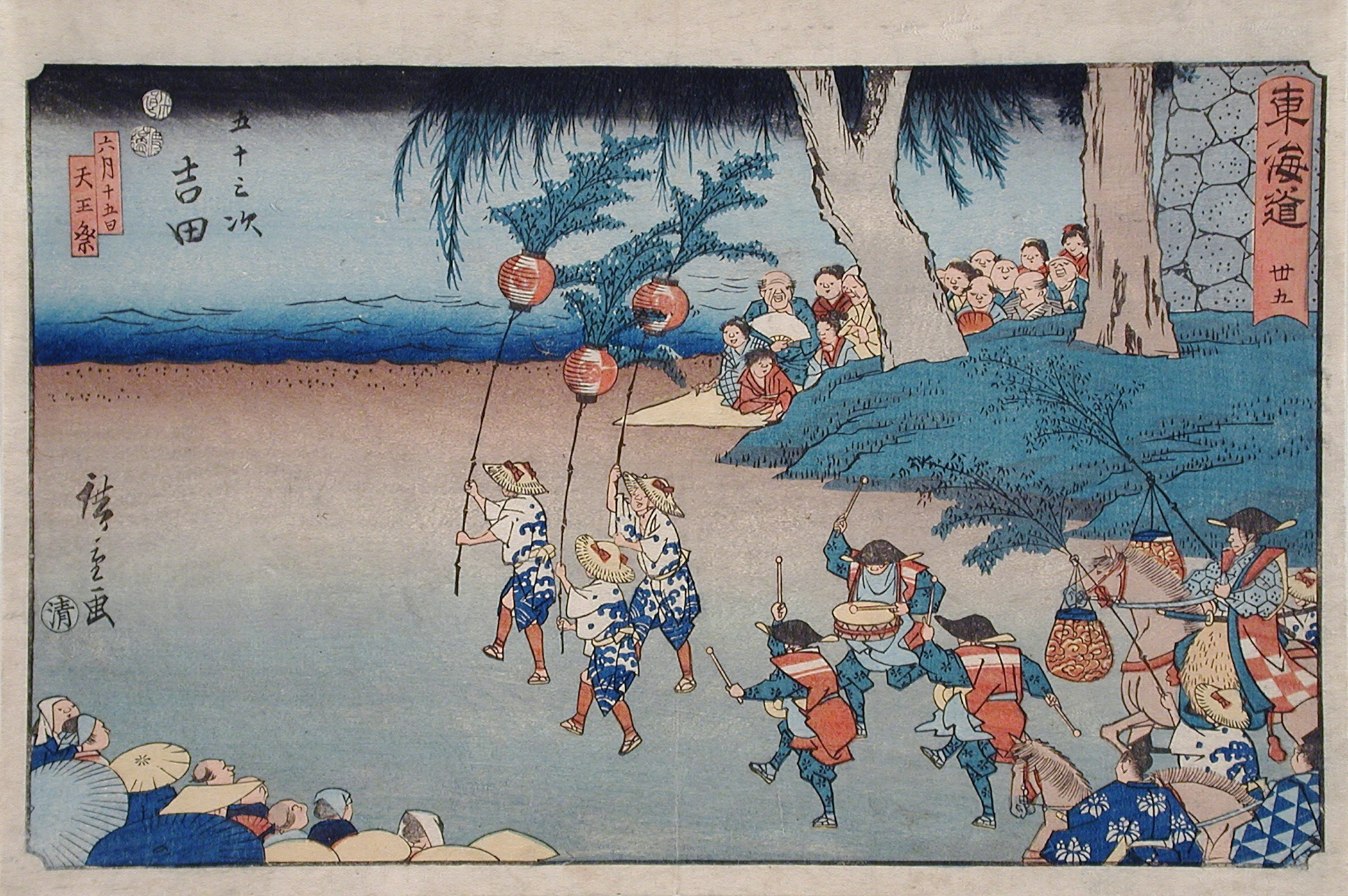
天王祭。歌川広重作

江戸時代に天王祭として行われ、山本貞晨著作『三河国吉田名跡綜録』（吉田神社所蔵）という絵文書にもその様子が描かれている。神輿渡御の行列は源頼朝をしのぶものとされ、鎌倉・平安時代の服装で練り歩く。
なお手筒花火は永禄元年（1558年）に今川義元の吉田城代、大原備前守の吉田神社への奉納に始まるとされている。吉田神社内に「伝承三河伝統 手筒花火発祥之地」の碑がある。大筒花火は町内会が自分で手作り、それを神輿がわりに担いで練り歩く。

## 日程
*前日（木曜日）
- - 子供笹踊り：15〜17時
- 初日（金曜日）
  - 宵祭り：18時より

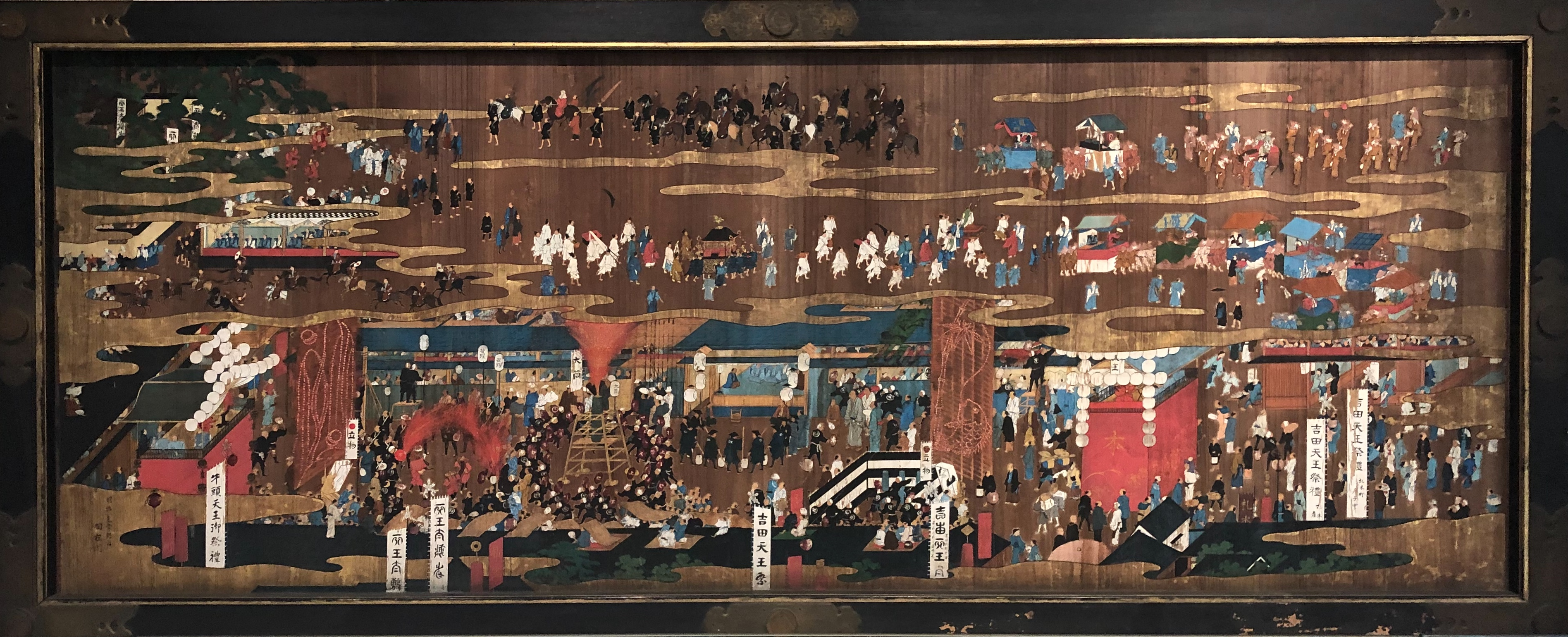
吉田天王社祭礼の図

  - 神前花火奉納（手筒花火）：18時45分より
- 二日目（土曜日）
  - 前夜祭（打ち上げ花火）：18時より
- 最終日（日曜日）
  - 例祭式典：10時より献幣使参向、浦安の舞奉納
  - 御幸祭：17時より神輿渡御出発